# Hemipodus longipapillatus
Hemipodus longipapillatus är en ringmaskart som beskrevs av Hartmann-Schröder 1965. Hemipodus longipapillatus ingår i släktet Hemipodus och familjen Glyceridae. Inga underarter finns listade i Catalogue of Life.